# Противопехотна скачаща мина
 Тази статия е за отскачащата противопехотна мина.  За обикновената вижте противопехотна мина.  
Противопехотната скачаща мина (ПСМ) е широко разпространена серия осколочна противопехотна мина, която при задействане отскача на около 1 – 1,5 м височина с помощта на стартов барутен заряд, разположен в дъното им, и се взривява във въздуха.
В обвивката са разположени от 1000 до 1300 шрапнела, подобни на сачми. Задействането става посредством натиск или опън. Радиус на плътно поражение (100% вероятност) – 20 м, радиус на евентуално поражение (50% вероятност) – 80 м.
Вариантът, използван масово в Българската армия е ПСМ-1 (пехотна скачаща мина, първи вариант). За основен (метателен) заряд, мината ползва около 200 грама тротил. Оборудвана е с взривател, позволяващ задействането на мината при натиск (около 15 – 20 килограма), при опъване на корда (с 2 – 5 килограма) и по електрически способ – при свързване с КПМ или ВКМ. ПСМ-1 може да бъде оборудвана и с елемент на неизвлекаемост.
В България и повечето страни теоретично са забранени като нехуманно военно средство. Повечето армии използват варианти на осколъчни мини (така в САЩ използват мина тип „Клеймор“ с осколъчни елементи).